# 전국은 지금 (KBS 1TV)
《전국은 지금》은 한국방송공사의 KBS 1TV에서 오후 4시 ~ 5시 방송되었던 전국 지역 네트워크 연결로 전해드렸던 프로그램이었으며, 종영 후 6시 내고향으로 통합되었다.

## 지역 연결
- KBS 춘천총국
- KBS 대전총국
- KBS 청주총국
- KBS 대구총국
- KBS 광주총국
- KBS 부산총국 : 김평래, 前 강수정
- KBS 제주총국
- KBS 창원총국

## 경쟁 프로그램
- 6시 내고향